# ستاروویتسه
ستاروویتسه (به لاتین: Starovice) یک منطقهٔ مسکونی در جمهوری چک است که در ناحیه برتسلاو واقع شده‌است. ستاروویتسه ۸٫۱۹ کیلومتر مربع مساحت و ۸۵۰ نفر جمعیت دارد و ۱۹۸ متر بالاتر از سطح دریا واقع شده‌است.